# Brachycylix vageleri
Genre
Espèce
Classification phylogénétique
Synonymes
- Heterostemon vageleri Harms[2]

Brachycylix vageleri est une espèce de plantes à fleurs dicotylédones de la famille des Fabaceae, sous-famille des Caesalpinioideae. C'est un arbre originaire de Colombie en Amérique du Sud. C'est l'unique espèce acceptée du genre Brachycylix (genre monotypique).